# VPN Streaming
VPN Streaming合同会社は、北海道札幌市に本社を置く、Webメディアを運営する企業。

## 沿革
- 2017年12月 - メディア運営を個人事業で開始
- 2022年4月 - VPN Streaming合同会社を北海道札幌市に設立[2]

## 主要サービス
- インターネットを利用した各種情報提供サービス[3]
- Webサイトの企画、制作、販売、運営及び管理
- 通信販売業務
- 広告代理業及び各種の宣伝に関する業務